# Siège de Raguse (866-868)
Pour les articles homonymes, voir Siège de Raguse.
Guerres arabo-byzantines
Batailles
- Mu'tah (629)
- Ajnadayn (634)
- Damas (634)
- Fahl (635)
- Yarmouk (636)
- Jérusalem (636-637)

- Héliopolis (640)
- Nikiou (646)

- Sufétula (647)
- Tahouda (683)
- Mammès (688)
- Carthage (698)
- Oued Nini (698)

- 1re Constantinople (674-678)
- Sébastopolis (692)
- Tyane (~708)
- 2e Constantinople (717-718)
- Andrinople (718)
- Nicée (727)
- Akroinon (740)

- Kamacha (766)
- Invasion de l'Asie Mineure (782)
- Kopidnadon (788)
- Krasos (804)
- Invasion de l'Asie Mineure (806)
- Anzen (838)
- Amorium (838)
- Mauropotamos (844)
- Poson (863)
- Bathys Ryax (872 ou 878)

- Syracuse (877-878)
- Stelai ou 1re Milazzo (880)
- 2e Milazzo (888)
- Taormine (902)
- Garigliano (915)
- Détroit (965)
- Georges Maniakès en Sicile (1038-1040)

- Phœnix de Lycie (655)
- Keramaia (746)
- Conquête musulmane de la Crête (années 820)
- Damiette (853)
- Raguse (866-868)
- Kardia (~872-873)
- Golfe de Corinthe (~873)
- Céphalonie (880)
- Chalcis (~883)
- Thessalonique (904)

- Portes ciliciennes (878)
- Campagnes de Jean Kourkouas (926-944)
- Marach (953)
- Raban (958)
- Andrassos (960)
- Campagnes de Nicéphore II Phocas (956-969)
- Chandax (960-961)
- Alexandrette (971)
- Campagnes de Jean Tzimiskès (~950-975)
- Gués de l'Oronte (994)
- Alep (994-995)
- Apamée (998)
- Campagnes de Basile II (979-999)
- Azâz (1030)

Le siège de Raguse (aujourd'hui Dubrovnik en Croatie) par les Aghlabides d'Ifriqiya se déroula durant quinze mois, du début de l'année 866 jusqu'à la levée du siège à l'approche de la marine byzantine en 868. L'échec du siège et le retour des Byzantins dans la région de Dalmatie marque le début d'une politique agressive de Basile Ier (l'empereur byzantin) vers l'Occident. Dans un premier temps, les Byzantins recouvrent l'autorité sur la région par l'intermédiaire de la mise en place du thème de Dalmatie. En outre, cet événement facilite la christianisation de la Serbie et des autres tribus slaves des Balkans occidentaux. Par la suite, les Byzantins renforcent leur présence dans l'Italie du sud grâce à la prise de contrôle de la côte est de l'Adriatique.

## Contexte
Au début du règne de Basile Ier en 867, l'autorité byzantine sur la Sicile et le sud de l'Italie se réduit face à l'expansion des Aghlabides. De même, dans les Balkans occidentaux, les tribus slaves (Croates, Serbes, Zachlumie, Travonie, Dioclée, Kanalites et Narentines) ont rejeté la suzeraineté byzantine et réaffirmé leur indépendance. De ce fait, la mer adriatique devient la proie des pirates slaves et sarrasins, les premiers opérant depuis les rivages de la Dalmatie et les autres depuis leurs bases dans le Sud de l'Italie (Bari, Tarente et Brindisi),.

## Siège et conséquences
Selon le petit-fils de Basile Ier, Constantin VII Porphyrogénète (empereur byzantin du Xe siècle), les Aghlabides lancent une importante campagne maritime en 866 contre les côtes de Dalmatie. Trente-six navires sont commandés par Sawdan, l'émir de Bari, Saba de Tarente et Kalfün. La flotte aghlabide pille les cités de Budva, Risan et Kotor, avant de mettre le siège devant Raguse,. Les habitants de la ville parviennent à résister au siège durant quinze mois mais, alors que leurs forces déclinent, ils envoient des émissaires à Constantinople pour demander de l'aide. L'empereur Basile accepte de leur porter assistance et équipe une flotte de cent navires, sous la direction du patrice expérimenté Nicétas Oryphas. Quand ils apprennent l'arrivée de cette armada, les Arabes décident de se replier sur Bari,.
Cette expédition est le premier exemple de la nouvelle politique étrangère conduite par Basile, en faveur d'une réaffirmation de l'influence de Byzance vers l'Occident. L'intervention de Nicétas Oryphas a des conséquences immédiates. Les tribus slaves envoient des émissaires à l'empereur pour reconnaître sa suzeraineté. Basile envoie des ambassadeurs et des missionnaires dans la région, restaurant l'autorité byzantine dans les cités côtières et créant le thème de Dalmatie. Dans le même temps, elles laissent les principautés serbes à l'intérieur des terres largement autonomes. Enfin, la christianisation de ces tribus commence à la même époque,.
Pour assurer la sécurité de ses possessions dalmates et le contrôle de l'Adriatique, Basile réalise qu'il doit neutraliser les bases arabes en Sicile. À cette fin, en 869, il ordonne à Oryphas de conduire une nouvelle flotte incluant des navires en provenance de Raguse qui transporte des contingents slaves. Cette expédition est menée conjointement à l'intervention de Louis II d'Italie pour conquérir Bari. Si cette tentative échoue, Louis parvient à prendre la ville deux ans plus tard. Finalement, en 876, la ville repasse sous le contrôle de l'Empire byzantin. Elle devient la capitale et le cœur d'une nouvelle province byzantine qui devient par la suite le thème de Longobardie. Ces événements marquent le début d'une offensive byzantine , qui a pour but de reprendre le contrôle de la plupart du sud de l'Italie et qui s'étale jusqu'au XIe siècle.